# كأس نيوزيلندا 1936
كأس نيوزيلندا 1936 (بالإنجليزية: 1936 Chatham Cup)‏ هو موسم من كأس نيوزيلندا. فاز فيه Western A.F.C. ‏.